# 연예가 X파일
《연예가 X파일》은 2015년 8월 13일부터 2016년 5월 19일까지 방송되었던 연예 프로그램이다.